# Пригорец
Пригорец је насељено место у Републици Хрватској у Вараждинској жупанији. Административно је у саставу града Иванца. Простире се на површини од 6,85 км2
Пригорец се налази 20 км југозападно од центра жупаније Вараждина, а 3 км. јужно Иванца.

## Становништво
На попису становништва 2011. године, Пригорец је имао 531 становника.
Према попису становништва из 2001. године у насељу Пригорец живело је 604 становника. који су живели у 166 породичних домаћинстава Густина насељености је 88,18 становника на км2
Кретање броја становника по пописима 1857—2001.
| година пописа  | 1857. | 1869. | 1880. | 1890. | 1900. | 1910. | 1921. | 1931. | 1948. | 1953. | 1961. | 1971. | 1981. | 1991. | 2001. |
| бр. становника | 340   | 429   | 501   | 578   | 602   | 647   | 682   | 649   | 716   | 752   | 656   | 640   | 660   | 668   | 604   |

## Попис1991.
На попису становништва 1991. године, насељено место Пригорец је имало 668 становника, следећег националног састава:
| Попис 1991.‍ | Попис 1991.‍ | Попис 1991.‍ | Попис 1991.‍ | Попис 1991.‍ |
| ----------- | ----------- | ----------- | ----------- | ----------- |
|             |             |             |             |             |
| Хрвати      | Хрвати      |             | 664         | 99,40%      |
| непознато   | непознато   |             | 4           | 0,59%       |
| укупно: 668 |             |             |             |             |